# ГАЕС Інгула
ГАЕС Інгула — гідроакумулююча електростанція у Південно-Африканській Республіці, споруджена на південному сході країни на водорозділі Драконових гір. Найпотужніша гідроелектростанція країни.
Так само як і у спорудженої на початку 1980-х іншої південноафриканської ГАЕС Дракенсберг, у станції Інгула резервуари розташовані в річкових системах, що належать до басейнів двох різних океанів. Нижнє водосховище знаходиться на Braamhoekspruit, що впадає зліва у Klip (права притока Тугели, котра вливається в Індійський океан пінічніше Дурбана). Тут звели греблю Bramhoek із утрамбованого котком бетону висотою 39 метрів, довжиною 331 метр та товщиною по гребеню 5 метрів, котра утворює водосховище з об'ємом 26,3 млн м3 (корисний об'єм 19,2 млн м3) та нормальним коливанням рівня між позначками 1258 та 1270 метрів НРМ.
Верхній резервуар створили на північ від гребеню Драконових гір, на невеличкій лівій притоці Вілге, котра в свою чергу впадає зліва у Вааль (найбільша права притока річки Оранжевої, котра досягає Атлантичного океану на кордону ПАР та Намібії). Його утримує гребля Бедфорд, виконана як кам'яно-накидна з бетонним облицюванням висотою 41 метр, довжиною 810 метрів та товщиною по гребеню 8 метрів. Вона утворює водосховище з об'ємом  22,4 млн м3 (корисний об'єм 19,2 млн м3) та нормальним коливанням рівня між позначками 1720 та 1739 метрів НРМ.
Від верхньої водойми починається канал довжиною 840 метрів, шириною по дну від 25 до 49 метрів та глибиною від 5 до 15 метрів. Він переходить у два підвідні тунелі довжиною понад 1 км та діаметром від 6,6 до 5,1 метра. За цим слідують напірні шахти висотою 191 метр та діаметром 16,5 метра, що передують горизонтальній ділянці довжиною 1,1 км та спадаючим діаметром від 5,1 до 2,5 метра.
Машинний зал станції споруджений у підземному виконанні та має розміри 172х23 метри при висоті 40 метрів. Доступ до нього здійснюється через тунель довжиною 1275 метрів та висотою 8,7 метра, котрий заглиблюється на 483 метри під поверхню. У залі розміщено чотири оборотні турбіни типу Френсіс потужністю по 333 МВт у генераторному та 360 МВт у насосному режимах. Вони працюють з напором від 433,6 до 465,8 метра та забезпечують підйом від 462 до 489,7 метра.
Відпрацьована вода потрапляє у дві нижні балансувальні камери висотою 109 метрів та діаметром по 20 метрів, які зв'язані з нижнім резервуаром через відвідний тунель довжиною 2,3 км та діаметром 9,4 метра.
Для закачування води назад у верхній резервуар необхідно 20 годин, що дозволяє запасти еквівалент 21 млн кВт-год електроенергії. Ефективність гідроакумулюючого циклу станції при цьому становить 78 %.
Перший гідроагрегат станції запустили в роботу у 2016-му, а завершення робіт припало на грудень наступного року.